# Авізо типу «Blitz»
Два авізо типу Blitz були побудовані Імперським німецьким військово-морським флотом у 1880 році. Кораблі, Blitz і Pfeil стали першими військовими німецькими кораблями зі сталевим корпусом та "предками" більш пізніх легких крейсерів типу Gazelle. Вони були озброєні 125 міліметровими гарматою, чотирма 87 міліметровими  гарматами, а також 350 міліметровим  торпедним апаратом. Кораблі могли розвивати швидкість до 15 узлів. Їх тоннажність становила 1371 тонну. 

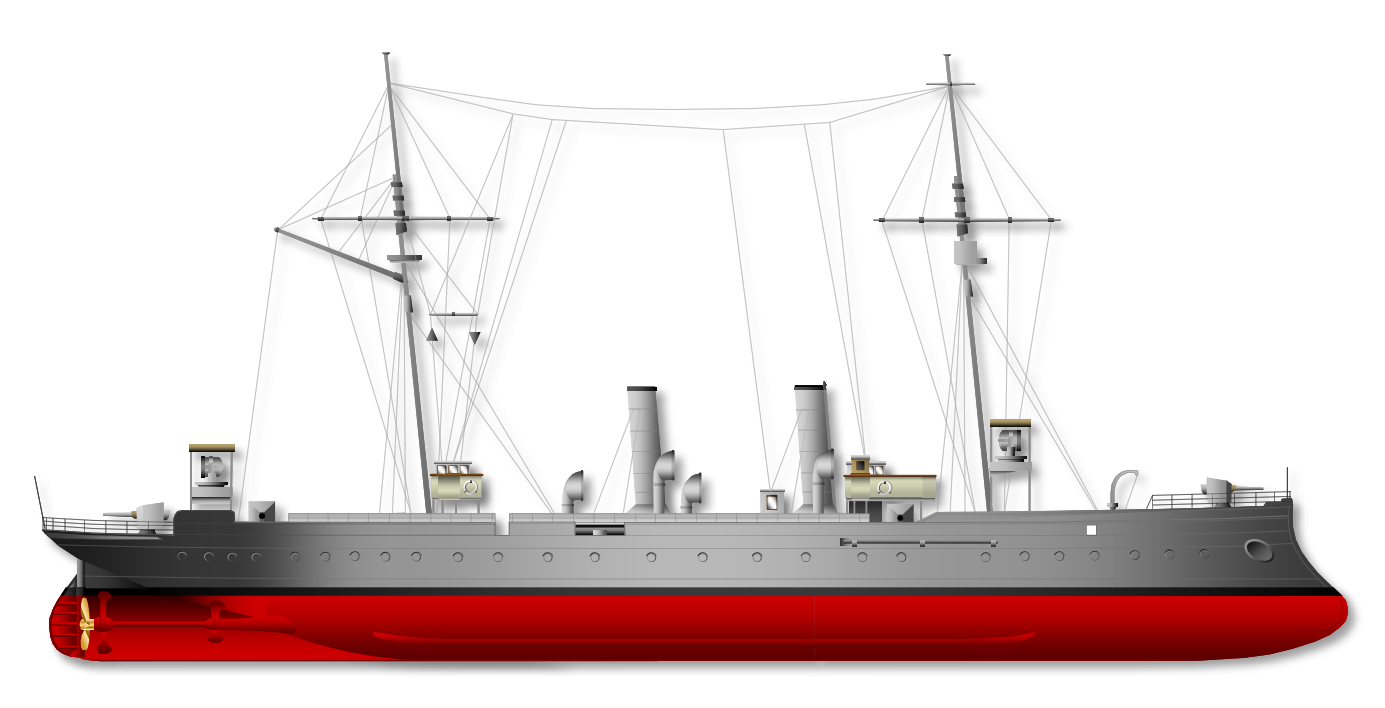
Авізо типу Blitz

## Історія служби
Blitz був закладений у Кілі в 1881 році. Він був спущений на воду 26 серпня 1882 року і введений до складу німецького флоту на 28 березня 1883 року. Pfeil був побудований  у Вільгельмсхафені. Його кіль був закладений в 1881 році,  корабель був спущений на воду 16 вересня 1882 року, введений до складу німецького флоту на 25 листопада 1884. Blitz став флагманом Першої флотилії міноносців.
Blitz використовувався для проведення експериментів у Торпедній школі під керівництвом Альфреда фон Тірпіца, майбутнього творця Флоту відкритого моря. У 1889 р. Pfeil  був відправлений у Німецьку Східну Африку, щоб взяти участь у придушенні повстання місцевого населення проти німецького колоніального панування. До 1899 року обидва кораблі були виведені бойової служби.  На початку Першої світової війни в серпні 1914 року, Blitz  був мобілізований як прибережний патрульний корабель. Обидва кораблі були продані на злам на початку 1920-х років.